# Wasyl Dżarty
Wasyl Heorhijowycz Dżarty, ukr. Василь Георгійович Джарти (ur. 3 czerwca 1958 w miejscowości Rozdolne w obwodzie donieckim, zm. 17 sierpnia 2011 w Jałcie) – ukraiński polityk i inżynier, deputowany, minister, od 2010 do 2011 premier Autonomicznej Republiki Krymu.

## Życiorys
Z wykształcenia inżynier mechanik, absolwent politechniki donieckiej. Pracował jako mechanik, prowadził własną działalność gospodarczą. Zajmował kierownicze stanowiska w koncernach górniczych. Od 2002 do 2005 pełnił funkcję zastępcy gubernatora. W 2006 i 2007 uzyskiwał mandat deputowanego do Rady Najwyższej z listy Partii Regionów. W drugim rządzie Wiktora Janukowycza zajmował stanowisko ministra ochrony środowiska. W 2010 został premierem Autonomicznej Republiki Krymu. Zmarł w hotelu rządowym, gdzie przechodził rehabilitację po operacji.